# Hilara calinota
Hilara calinota är en tvåvingeart som beskrevs av Collin 1969. Hilara calinota ingår i släktet Hilara och familjen dansflugor. Inga underarter finns listade i Catalogue of Life.